# نارك (مقاطعة فراشبند)
نارك (بالفارسية: نارک) هي قرية تقع في قسم نوجين الريفي في إيران. يقدر عدد سكانها بـ 195 نسمة .